# Graham Howell
Graham Frank Howell (sinh ngày 18 tháng 2 năm 1951) là một cựu cầu thủ bóng đá chuyên nghiệp người Anh thi đấu ở vị trí hậu vệ biên cho Manchester City, Bradford City, Brighton & Hove Albion và Cambridge United, có 160 lần ra sân ở Football League. Sau đó ông trải qua 6 mùa giải với câu lạc bộ Thụy Điển Västerås SK, với 2 bàn thắng và 26 trận ở mùa giải Allsvenskan 1978, và cũng từng chơi cho Irsta IF. Ông ở lại Thụy Điển sau khi giải nghệ.